# Bartłomiej Gabryś
Bartłomiej Gabryś, též Bartek Gabryś (1789 – cca 1856), byl rakouský politik polské národnosti z Haliče, během revolučního roku 1848 poslanec Říšského sněmu.

## Biografie
Od mládí se věnoval zemědělství. Jeho první manželkou byla Rozalią Adamková, druhou ženou Marianną Stachońová. Roku 1849 se uvádí jako Barth. Gabrys, statkář v obci Tylmanowa.
Během revolučního roku 1848 se zapojil do veřejného dění. Ve volbách roku 1848 byl zvolen i na ústavodárný Říšský sněm. Zastupoval volební obvod Nowy Sącz. Tehdy se uváděl coby majitel hospodářství. Náležel ke sněmovní pravici. Historická publikace o dějinách regionu ho uvádí jako nejméně pozitivní postavu mezi poslanci z oblasti Nowého Sączu. Byl pod vlivem Pawlikowského a Goslara a odmítal liberální reformy. Současník Tetmajer o něm posílal zprávy, podle kterých Gabryś mezi lidem rozšiřoval nepravdivé informace, zaměřené proti jiným poslancům. V Gabryśových prohlášeních dopisech z Vídně se měla projevoval nenávist k polské šlechtě, katolické církvi a policii. V Říšském sněmu zasedal na pravici a politicky se rozcházel se svými kolegy. Hlasoval proti liberálním návrhům. Také odmítl podepsat petici 14 rolnických poslanců z Haliče ohledně rozdělení Haliče na polskou a ukrajinskou část.
Zemřel ve věku 67 let na zápal plic.